# Анђела Јањушевић
Анђела Јањушевић (Београд, 18. јун 1995) српска је рукометашица. Она игра на позицији десног бека. Тренутно наступа за Рапид Букурешт и репрезентацију Србије.

## Клупска каријера
Каријеру је почела у БМС Миленијуму, а касније је играла две сезоне у крагујевачком Радничком у којем је проглашена за рукометашицу 2015. године. Године 2016. заједно са Кристином Лишчевић је прешла у Шиофок. Лета 2020. је требало да потпише за Вац, али је трансфер пропао због ограничења током пандемије ковида 19. Каријеру је наставила у румунском клубу Глорија Бузау. Након једне сезоне се вратила у Шиофок.

## Репрезентативна каријера
За Србију је наступала на четири Светска и пет Европских првенстава. На СП 2021. је на утакмици првог кола против Пољске била најбољи стрелац са седам голова.